# Alek Wek
Alek Wek (Wau, 16 april 1977) is een uit Zuid-Soedan afkomstig Brits model. Ze verscheen voor het eerst op de catwalk op achttienjarige leeftijd, in 1995.
Wek komt uit de etnische groep Dinka, uit Zuid-Soedan. In 1991 vluchtten zij en haar jongere zusje naar Londen om te ontsnappen aan de burgeroorlog in Soedan. Een oudere zus woonde daar al. Twee jaar later kwam ook hun moeder. Later verhuisde ze naar New York.
Alek Wek is ook te zien in de muziekvideo van het liedje GoldenEye, geschreven en gezongen door Tina Turner voor de gelijknamige James Bond-film.
In 2007 verscheen er ook een in het Nederlands vertaalde autobiografie getiteld: Alek.
Ze is voor velen een voorbeeld aangezien ze een van de eerste modellen met een donkere huidskleur is. Men noemde haar vernieuwend en exotisch, een woeste schoonheid.

## Filmografie
- GoldenEye van Tina Turner (1995) - videoclip
- Got 'Til It's Gone van Janet Jackson met Q-Tip en Joni Mitchell (1997), als zichzelf - videoclip
- The Four Feathers (2002), als Aquol
- Suspiria (2018), als Miss Millius

## Publicatie
- Alek, Amistad, New York (2007)